# Minustecken
Minustecken (−) är en symbol som används för att beteckna den matematiska operationen subtraktion och för att markera att ett tal är negativt.

## Matematik
Uttrycket
{\displaystyle A\,-\,B}
betecknar differensen mellan de två talen {\displaystyle A} och {\displaystyle B}.
Om {\displaystyle A} är ett tal (positivt eller negativt) betecknar uttrycket
{\displaystyle -A\,}
det unika tal som, om det adderas till talet {\displaystyle A}, ger resultatet noll (d.v.s. den additiva inversen av {\displaystyle A}):
{\displaystyle A+(-A)\,=0.}
Med denna tolkning kan vi visa att {\displaystyle -(-A)\,=A.}
Talet {\displaystyle -(-A)\,} är det enda tal som, om det adderas till talet {\displaystyle -A,\,} ger resultatet noll:
{\displaystyle (-A)+-(-A)\,=0.}
Men det finns bara ett enda tal som ger resultatet noll om det adderas till talet {\displaystyle -A,\,} och det är talet {\displaystyle A\,}. Därför måste det vara så att 
{\displaystyle -(-A)\,=A.}

## Typografi
Unicode‐kodpunkten för minustecken är U+2212.
Med minus kan även, främst i äldre typografi, avses horisontella streck såsom tankstreck eller ett halvfyrkantminus (–) och långt tankstreck, långt minus eller helfyrkantsminus (—).

## Typografiska aspekter

### Mellanrum
När minustecknet är en unär operator skall det skrivas utan efterföljande mellanrum. Med andra ord, då minustecknet används som "adjektiv" (förtecken) till ett tal, mätetal eller variabel, ska tecknet inte efterföljas av ett mellanrum. Undvik således att skriva
− 60 °C;
skriv istället
−60 °C.
När minustecknet är en binär operator skall det skrivas med efterföljande mellanrum. Använd alltså mellanrum då tecknet används vid subtraktion. Skriv
z − 2x
hellre än
z−2x.

### Liknande tecken
Minustecknet bör inte ersättas med snarlika tecken, såsom
- tankstreck: – (U+2013),
- långt tankstreck: — (U+2014),
- bindestreck-minus: - (U+002D) eller
- divis (bindestreck): ‐ (U+2010),

eftersom minustecknet i regel inte är placerad på samma höjd som dessa eller har samma bredd. Minustecknet är en halv fyrkant brett och har samma bredd som ett plustecken. Jämför nedan hur plustecknet (+) är placerat i höjdled och dess bredd i förhållande till minustecknet (följande plustecknet) och de nyss nämnda tecknen:
+ − – — - ‐
I äldre litteratur förekommer dock att andra streck brukas som minustecken och olika åsikter finns över huruvida andra streck kan ersätta minustecknet.

## Dataprogram
I de flesta datorspråk används fortfarande ascii-tecknet "-" för subtraktion (motsvarande Unicode U+002D). Det beror på att dessa språk mestadels har rötterna i 1960-talets ASCII eller EBCDIC med näst intill obefintliga möjligheter till typografiska nyanser (eller nationella tecken). Det är dock vanligt att generell Unicode används i textsträngar och kommentarer idag. Unicode är mer internationellt flyttbart än dessa äldre standarder, även om inmatning av många tecken från vanliga (mekaniska) tangentbord kan vara ett problem.

## Att generera tecknet

### Unicode
Minustecknet har Unicode-koden U+2212 (Minus sign).

### HTML
HTML-koden för − är &minus;.